# Àcid pentatriacontanoic
L'àcid pentatriacontanoic (anomenat també, de forma no sistemàtica, àcid ceroplàstic) és un àcid carboxílic de cadena lineal amb trenta-cinc àtoms de carboni, la qual fórmula molecular és {\displaystyle {\ce {C35H70O2}}}. En bioquímica és considerat un àcid gras, i se simbolitza per C35:0.

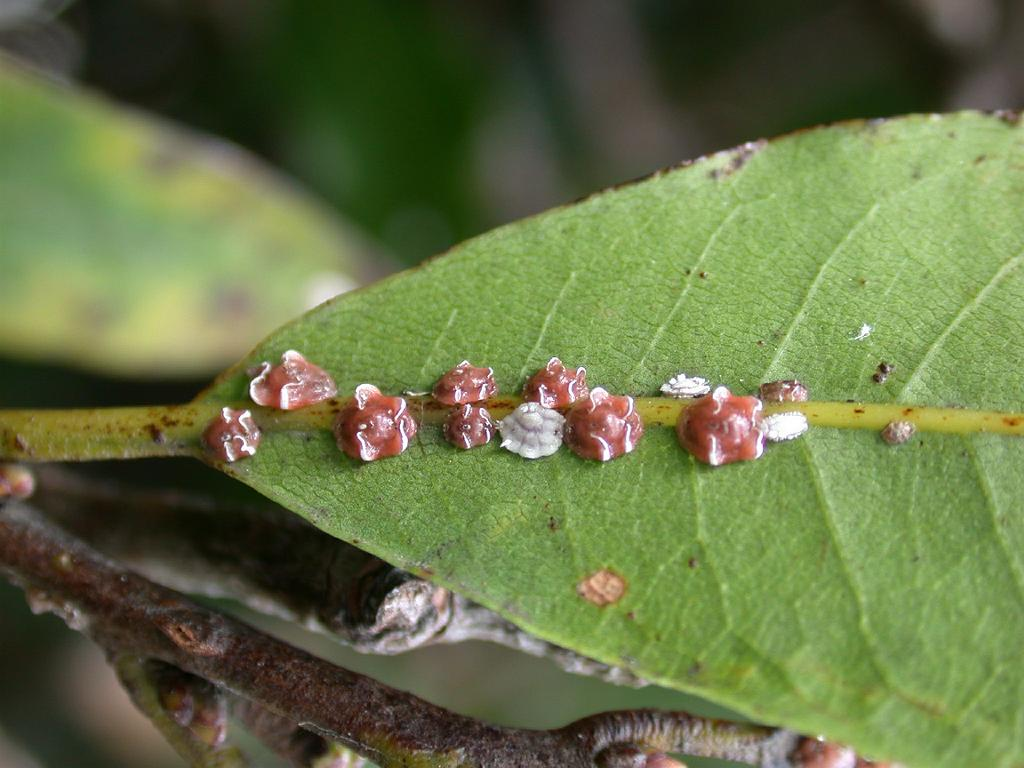
Ceroplastes rubens

L'àcid pentatriacontanoic a temperatura ambient és un sòlid que fon a 98,4 °C. És soluble en acetona, en benzè i en cloroform. Fou descrit per primera vegada el 1935 pel japonès R. Koyama. de la cera segregada per l'insecte Ceroplastes rubens, d'on prové el seu nom no sistemàtic, àcid ceroplàstic. També es troba en la cera de les olives.